# Seznam medailistů na mistrovství světa v plavání na otevřené vodě
Toto je seznam medailistů v plavání na otevřené vodě na mistrovství světa kterou pořádá Mezinárodní plavecká federace.

## 5 km
| Rok     | Zlato                      | Zlato     | Stříbro                    | Stříbro   | Bronz                         | Bronz     |
| ------- | -------------------------- | --------- | -------------------------- | --------- | ----------------------------- | --------- |
| MS 1998 | Alexej Akaťjev (RUS)       | 55:18,6   | Ky Hurst (AUS)             | 55:24,9   | Luca Baldini (ITA)            | 55:37,4   |
| MS 2000 | Jevgenij Bezručenko (RUS)  | 59:18,3   | David Meca (ESP)           | 59:20,7   | Luca Baldini (ITA)            | 59:20,9   |
| MS 2001 | Luca Baldini (ITA)         | 55:37,0   | Jevgenij Bezručenko (RUS)  | 56:31,0   | Marco Formentini (ITA)        | 56:42,2   |
| MS 2002 | Luca Baldini (ITA)         | 51:49,8   | Stefano Rubaudo (ITA)      | 51:51,2   | Thomas Lurz (GER)             | 51:52,5   |
| MS 2003 | Jevgenij Koškarov (RUS)    | 53:11,9   | Christian Hein (GER)       | 53:13,9   | Vladimir Ďatčin (RUS)         | 53:14,8   |
| MS 2004 | Grant Cleland (AUS)        | 56:52,9   | Christian Hein (GER)       | 56:54,1   | Joshua Santacaterina (AUS)    | 56:55,5   |
| MS 2005 | Thomas Lurz (GER)          | 51:17,2   | Charles Peterson (USA)     | 51:18,8   | Simone Ercoli (ITA)           | 51:18,9   |
| MS 2006 | Thomas Lurz (GER)          | 1:04:32,3 | Charles Peterson (USA)     | 1:04:32,7 | Simone Ercoli (ITA)           | 1:04:35,9 |
| MS 2007 | Thomas Lurz (GER)          | 56:49,6   | Jevgenij Dratcev (RUS)     | 56:50,7   | Spyridon Janniotis (GRE)      | 56:56,6   |
| MS 2008 | Thomas Lurz (GER)          | 54:57,3   | Vladimir Ďatčin (RUS)      | 54:58,8   | Maarten van der Weijden (NED) | 54:59,8   |
| MS 2009 | Thomas Lurz (GER)          | 56:26,9   | Spyridon Janniotis (GRE)   | 56:27,2   | Chad Ho (RSA)                 | 56:41,9   |
| MS 2010 | Thomas Lurz (GER)          | 57:42,6   | Jevgenij Dratcev (RUS)     | 57:44,1   | Francis Crippen (USA)         | 57:46,5   |
| MS 2011 | Thomas Lurz (GER)          | 56:16,6   | Spyridon Janniotis (GRE)   | 56:17,4   | Jevgenij Dratcev (RUS)        | 56:18,5   |
| MS 2013 | Usáma Mellúlí (TUN)        | 53:30,4   | Eric Hedlin (CAN)          | 53:31,6   | Thomas Lurz (GER)             | 53:32,2   |
| MS 2015 | Chad Ho (RSA)              | 55:17,6   | Rob Muffels (GER)          | 55:17,6   | Matteo Furlan (ITA)           | 55:20,0   |
| MS 2017 | Marc-Antoine Olivier (FRA) | 54:31,4   | Mario Sanzullo (ITA)       | 54:32,1   | Timothy Shuttleworth (GBR)    | 54:42,1   |
| MS 2019 | Kristóf Rasovszky (HUN)    | 53:22,1   | Logan Fontaine (FRA)       | 53:32,2   | Eric Hedlin (CAN)             | 53:32,4   |
| MS 2022 | Florian Wellbrock (GER)    | 52:48,8   | Gregorio Paltrinieri (ITA) | 52:52,7   | Mychailo Romančuk (UKR)       | 53:13,9   |
| MS 2023 | Florian Wellbrock (GER)    | 53:58,0   | Gregorio Paltrinieri (ITA) | 54:02,5   | Domenico Acerenza (ITA)       | 54:04,2   |
| MS 2024 | Logan Fontaine (FRA)       | 51:29,3   | Marc-Antoine Olivier (FRA) | 51:29,6   | Domenico Acerenza (ITA)       | 51:30,0   |

## 10 km
| Rok     | Zlato                      | Zlato     | Stříbro                    | Stříbro   | Bronz                      | Bronz     |
| ------- | -------------------------- | --------- | -------------------------- | --------- | -------------------------- | --------- |
| MS 2000 | David Meca (ESP)           | 1:57:10,5 | Petar Stojčev (BUL)        | 1:57:14,5 | Jevgenij Bezručenko (RUS)  | 1:57:15,1 |
| MS 2001 | Jevgenij Bezručenko (RUS)  | 2:01:04,0 | Vladimir Ďatčin (RUS)      | 2:01:06,0 | Fabio Venturini (ITA)      | 2:01:11,0 |
| MS 2002 | Jevgenij Koškarov (RUS)    | 1:49:30,0 | Simone Ercoli (ITA)        | 1:49:34,0 | Vladimir Ďatčin (RUS)      | 1:49:35,0 |
| MS 2003 | Vladimir Ďatčin (RUS)      | 1:50:58,8 | Christian Hein (GER)       | 1:51:06,5 | David Meca (ESP)           | 1:51:08,4 |
| MS 2004 | Thomas Lurz (GER)          | 1:54:38,0 | Alan Bircher (GBR)         | 1:54:44,8 | Daniil Serebrennikov (RUS) | 1:55:02,8 |
| MS 2005 | Charles Peterson (USA)     | 1:46:38,1 | Thomas Lurz (GER)          | 1:46:45,2 | Petar Stojčev (BUL)        | 1:46:50,4 |
| MS 2006 | Thomas Lurz (GER)          | 2:10:39,4 | Valerio Cleri (ITA)        | 2:10:40,5 | Jevgenij Dratcev (RUS)     | 2:10:40,7 |
| MS 2007 | Vladimir Ďatčin (RUS)      | 1:55:32,6 | Thomas Lurz (GER)          | 1:55:32,6 | Jevgenij Dratcev (RUS)     | 1:55:47,4 |
| MS 2008 | Vladimir Ďatčin (RUS)      | 1:53:21,0 | David Davies (GBR)         | 1:53:21,3 | Thomas Lurz (GER)          | 1:53:27,2 |
| MS 2009 | Thomas Lurz (GER)          | 1:52:06,9 | Andrew Gemmell (USA)       | 1:52:08,3 | Francis Crippen (USA)      | 1:52:10,7 |
| MS 2010 | Valerio Cleri (ITA)        | 2:00:59,3 | Jevgenij Dratcev (RUS)     | 2:01:00,6 | Vladimir Ďatčin (RUS)      | 2:01:03,0 |
| MS 2011 | Spyridon Janniotis (GRE)   | 1:54:24,7 | Thomas Lurz (GER)          | 1:54:27,2 | Sergej Bolšakov (RUS)      | 1:54:31,8 |
| MS 2013 | Spyridon Janniotis (GRE)   | 1:49:11,8 | Thomas Lurz (GER)          | 1:49:14,5 | Usáma Mellúlí (TUN)        | 1:49:19,2 |
| MS 2015 | Jordan Wilimovsky (USA)    | 1:49:48,2 | Ferry Weertman (NED)       | 1:50:00,3 | Spyridon Janniotis (GRE)   | 1:50:00,7 |
| MS 2017 | Ferry Weertman (NED)       | 1:51:58,5 | Jordan Wilimovsky (USA)    | 1:51:58,6 | Marc-Antoine Olivier (FRA) | 1:51:59,2 |
| MS 2019 | Florian Wellbrock (GER)    | 1:47:55,9 | Marc-Antoine Olivier (FRA) | 1:47:56,1 | Rob Muffels (GER)          | 1:47:57,4 |
| MS 2022 | Gregorio Paltrinieri (ITA) | 1:50:56,8 | Domenico Acerenza (ITA)    | 1:50:58,2 | Florian Wellbrock (GER)    | 1:51:11,2 |
| MS 2023 | Florian Wellbrock (GER)    | 1:50:40,3 | Kristóf Rasovszky (HUN)    | 1:50:59,0 | Oliver Klemet (GER)        | 1:51:00,8 |
| MS 2024 | Kristóf Rasovszky (HUN)    | 1:48:21,2 | Marc-Antoine Olivier (FRA) | 1:48:23,6 | Hector Pardoe (GBR)        | 1:48:29,2 |

## 25 km (1991–2022)
| Rok     | Zlato                         | Zlato     | Stříbro                  | Stříbro   | Bronz                    | Bronz     |
| ------- | ----------------------------- | --------- | ------------------------ | --------- | ------------------------ | --------- |
| MS 1991 | Chad Hundeby (USA)            | 5:01:45,8 | Sergio Chiarandini (ITA) | 5:03:18,9 | David O'Brien (AUS)      | 5:08:53,4 |
| MS 1994 | Gregory Streppel (CAN)        | 5:35:26,6 | David Bates (AUS)        | 5:36:31,7 | Alexej Akaťjev (RUS)     | 5:37:26,5 |
| MS 1998 | Alexej Akaťjev (RUS)          | 5:05:42,1 | David Meca (ESP)         | 5:07:22,9 | Gabriel Chaillou (ARG)   | 5:07:52,6 |
| MS 2000 | Jurij Kudinov (RUS)           | 4:55:51,2 | David Meca (ESP)         | 4:56:11,5 | Alexej Akaťjev (RUS)     | 4:57:03,2 |
| MS 2001 | Jurij Kudinov (RUS)           | 5:25:32,0 | Stéphane Gomez (FRA)     | 5:26:00,0 | Stéphane Lecat (FRA)     | 5:26:36,0 |
| MS 2002 | Jurij Kudinov (RUS)           | 5:39:14,0 | Anton Sanačov (RUS)      | 5:41:14,0 | Gabriel Chaillou (ARG)   | 5:41:16,0 |
| MS 2003 | Jurij Kudinov (RUS)           | 5:02:20,0 | David Meca (ESP)         | 5:02:20,4 | Petar Stojčev (BUL)      | 5:02:20,6 |
| MS 2004 | Brendan Capell (AUS)          | 5:05:39,6 | Jurij Kudinov (RUS)      | 5:07:05,2 | Jevgenij Koškarov (RUS)  | 5:07:59,7 |
| MS 2005 | David Meca (ESP)              | 5:00:21,4 | Brendan Capell (AUS)     | 5:00:23,6 | Petar Stojčev (BUL)      | 5:00:28,4 |
| MS 2006 | Joshua Santacaterina (AUS)    | 5:47:34,1 | Jurij Kudinov (RUS)      | 5:48:56,9 | Petar Stojčev (BUL)      | 5:49:00,2 |
| MS 2007 | Jurij Kudinov (RUS)           | 5:16:45,6 | Marco Formentini (ITA)   | 5:18:36,8 | Mohamed Munír (EGY)      | 5:19:23,3 |
| MS 2008 | Maarten van der Weijden (NED) | 5:04:01,1 | Mark Warkentin (USA)     | 5:04:01,6 | Jurij Kudinov (RUS)      | 5:04:02,4 |
| MS 2009 | Valerio Cleri (ITA)           | 5:26:31,6 | Trent Grimsey (AUS)      | 5:26:50,7 | Vladimir Ďatčin (RUS)    | 5:29:29,3 |
| MS 2010 | Alexander Meyer (USA)         | 5:32:39,4 | Valerio Cleri (ITA)      | 5:32:40,4 | Petar Stojčev (BUL)      | 5:33:50,3 |
| MS 2011 | Petar Stojčev (BUL)           | 5:10:39,8 | Vladimir Ďatčin (RUS)    | 5:11:15,6 | Csaba Gercsák (HUN)      | 5:11:18,1 |
| MS 2013 | Thomas Lurz (GER)             | 4:47:27,0 | Brian Ryckeman (BEL)     | 4:47:27,4 | Jevgenij Dratcev (RUS)   | 4:47:28,1 |
| MS 2015 | Simone Ruffini (ITA)          | 4:53:10,7 | Alexander Meyer (USA)    | 4:53:15,1 | Matteo Furlan (ITA)      | 4:54:38,0 |
| MS 2017 | Axel Reymond (FRA)            | 5:02:46,4 | Matteo Furlan (ITA)      | 5:02:47,0 | Jevgenij Dratcev (RUS)   | 5:02:49,8 |
| MS 2019 | Axel Reymond (FRA)            | 4:51:06,2 | Kirill Beljajev (RUS)    | 4:51:06,5 | Alessio Occhipinti (ITA) | 4:51:09,5 |
| MS 2022 | Dario Verani (ITA)            | 5:02:21,5 | Axel Reymond (FRA)       | 5:02:22,7 | Péter Gálicz (HUN)       | 5:02:35,4 |

## Soutěž družstev/týmů

### Smíšená štafeta
| Rok                                            | Zlato                                                                                             | Zlato      | Stříbro                                                                                            | Stříbro   | Bronz                                                                                                  | Bronz     |
| ---------------------------------------------- | ------------------------------------------------------------------------------------------------- | ---------- | -------------------------------------------------------------------------------------------------- | --------- | --- | --------- |
| MS 2017                                        | Francie (FRA) (Océane Cassignolová, Logan Fontaine, Aurélie Mullerová, Marc-Antoine Olivier)      | 54:05,9    | USA (USA) (Brendan Casey, Ashley Twichellová, Haley Andersonová, Jordan Wilimovsky)                | 54:18,1   | Itálie (ITA) (Rachele Bruniová, Giulia Gabbrielleschiová, Federico Vanelli, Mario Sanzullo)            | 54:31,0   |
| MS 2019                                        | Německo (GER) (Lea Boyová, Sarah Köhlerová, Sören Meißner, Rob Muffels)                           | 53:58,7    | Itálie (ITA) (Rachele Bruniová, Giulia Gabbrielleschiová, Domenico Acerenza, Gregorio Paltrinieri) | 53:58,9   | USA (USA) (Haley Andersonová, Jordan Wilimovsky, Ashley Twichellová, Michael Brinegar)                 | 53:59,0   |
| MS 2022                                        | Německo (GER) (Lea Boyová, Oliver Klemet, Leonie Becková, Florian Wellbrock)                      | 1:04:40,5  | Maďarsko (HUN) (Réka Rohácsová, Anna Olaszová, Dávid Betlehem, Kristóf Rasovszky)                  | 1:04:43,0 | Itálie (ITA) (Ginevra Taddeucciová, Giulia Gabbrielleschiová, Domenico Acerenza, Gregorio Paltrinieri) | 1:04:43,0 |
| MS 2023                                        | Itálie (ITA) (Barbara Pozzobonová, Ginevra Taddeucciová, Domenico Acerenza, Gregorio Paltrinieri) | 1:10:31,20 | Maďarsko (HUN) (Bettina Fábiánová, Anna Olaszová, Kristóf Rasovszky, Dávid Betlehem)               | 1:10:35,3 | Austrálie (AUS) (Chelsea Gubeckaová, Moesha Johnsonová, Nicholas Sloman, Kyle Lee)                     | 1:11:26,7 |
| MS 2024                                        | Austrálie (AUS) Moesha Johnson Chelsea Gubecka Nicholas Sloman Kyle Lee                           | 1:03:28,0  | Itálie (ITA) Giulia Gabbrielleschi Arianna Bridi Gregorio Paltrinieri Domenico Acerenza            | 1:03:28,2 | Maďarsko (HUN) Bettina Fábián Mira Szimcsák Dávid Betlehem Kristóf Rasovszky                           | 1:04:06,8 |
| 4x1 250 m: 2017–2019 • 4x1 500 m: 2022–doposud |                                                                                                   |            | |           | |           |

### 5 km (smíšený tým)
V závodě smíšených týmů plavali tři závodníci spolu vymezenou trať podobně jako například cyklistickou časovku týmů. V cíli se zaznamenal čas posledního závodníka z týmu.

| Rok     | Zlato                                                              | Zlato   | Stříbro | Stříbro | Bronz                                                              | Bronz   |
| ------- | ------------------------------------------------------------------ | ------- | --- | ------- | ------------------------------------------------------------------ | ------- |
| MS 2011 | USA (USA) (Ashley Twichellová, Andrew Gemmell, Sean Ryan)          | 57:00,6 | Austrálie (AUS) (Melissa Gormanová, Rhys Mainstone-Hodson, Ky Hurst)                                                                                 | 57:01,8 | Německo (GER) (Isabelle Härleová, Jan Wolfgarten, Thomas Lurz)     | 57:44,2 |
| MS 2013 | Německo (GER) (Isabelle Härleová, Christian Reichert, Thomas Lurz) | 52:54,9 | Řecko (GRE) (Kalliopi Arauzosová, Spyridon Janniotis, Antonios Fokaidis)                                                                             | 54:03,3 | Brazílie (BRA) (Poliana Okimotová, Allan do Carmo, Samuel de Bona) | 54:03,5 |
| MS 2015 | Německo (GER) (Isabelle Härleová, Christian Reichert, Rob Muffels) | 55:14,4 | Nizozemsko (NED) (Sharon van Rouwendaalová, Marcel Schouten, Ferry Weertman) Brazílie (BRA) (Ana Marcela Cunhaová, Diogo Villarinho, Allan do Carmo) | 55:31,2 | —                                                                  | —       |

### 5 km (smíšené družstvo)
V individuálním závodě na 5 km startovali muži a ženy dohromady. Každá země (NOV) mohla postavit maximálně 4 závodníky (2 muže a 2 ženy). Po doplavání závodu se sečetly časy tří nejlepší závodníků z každé země a vyhlásily se výsledky soutěže družstev.

| Rok     | Zlato                                                                  | Zlato     | Stříbro                                                                | Stříbro   | Bronz                                                              | Bronz     |
| ------- | ---------------------------------------------------------------------- | --------- | ---------------------------------------------------------------------- | --------- | ------------------------------------------------------------------ | --------- |
| MS 1998 | USA (USA) (Erica Roseová, John Flanagan, Austin Ramirez)               | 2:52:12,2 | Rusko (RUS) (Olga Gusevová, Alexej Akaťjev, Jevgenij Bezručenko)       | 2:52:16,7 | Itálie (ITA) (Valeria Caspriniová, Luca Baldini, Fabio Venturini)  | 2:52:41,6 |
| MS 2000 | Itálie (ITA) (Viola Valliová, Luca Baldini, Fabio Venturini)           | 3:01:24,8 | Rusko (RUS) (Irina Abysovová, Jevgenij Bezručenko, Alexej Akaťjev)     | 3:01:34,7 | Německo (GER) (Peggy Büchseová, Christof Wandratsch, Ben Hoffman)  | 3:01:57,8 |
| MS 2002 | Itálie (ITA) (Viola Valliová, Luca Baldini, Stefano Rubaudo)           | 2:40:32,0 | Německo (GER) (Nadine Pastorová, Thomas Lurz, Christian Hein)          | 2:43:37,0 | Austrálie (AUS) (Trudee Hutchinsonová, Mark Saliba, Grant Cleland) | 2:44:54,0 |
| MS 2004 | Německo (GER) (Britta Kamrauová, Christian Hein, Thomas Lurz)          | 2:57:49,6 | Austrálie (AUS) (Lauren Arndtová, Grant Cleland, Joshua Santacaterina) | 2:58:18,6 | Rusko (RUS) (Larisa Ilčenková, Jevgenij Dratcev, Maxim Lučnikov)   | 2:58:56,2 |
| MS 2005 | Rusko (RUS) (Larisa Ilčenková, Daniil Serebrennikov, Jevgenij Dratcev) | 2:39:13,8 | USA (USA) (Margaret Keefeová, Charles Peterson, Scott Kaufmann)        | 2:39:14,4 | Itálie (ITA) (Alessia Paoloniová, Simone Ercoli, Samuele Pampana)  | 2:39:17,5 |

### 10 km (smíšené družstvo)
V individuálním závodě na 10 km startovali muži a ženy dohromady. Každá země (NOV) mohla postavit maximálně 4 závodníky (2 muže a 2 ženy). Po doplavání závodu se sečetly časy tří nejlepší závodníků z každé země a vyhlásily se výsledky soutěže družstev.

| Rok     | Zlato                                                                | Zlato     | Stříbro                                                                          | Stříbro   | Bronz                                                                        | Bronz     |
| ------- | -------------------------------------------------------------------- | --------- | -------------------------------------------------------------------------------- | --------- | ---------------------------------------------------------------------------- | --------- |
| MS 2000 | Německo (GER) (Peggy Büchseová, Christof Wandratsch, Andreas Maurer) | 6:03:03,7 | Rusko (RUS) (Irina Abysovová, Jevgenij Bezručenko, Vladimir Ďatčin)              | 6:03:34,0 | USA (USA) (Dawn Heckmanová, Benjamin Hanley, Matthew Martin)                 | 6:03:39,9 |
| MS 2002 | Itálie (ITA) (Viola Valliová, Simone Ercoli, Fabio Venturini)        | 5:36:01,0 | Austrálie (AUS) (Trudee Hutchinsonová, Mark Saliba, Grant Cleland)               | 5:37:04,0 | Německo (GER) (Britta Kamrauová, Thomas Lurz, Christian Hansmann)            | 5:37:41,0 |
| MS 2004 | Německo (GER) (Britta Kamrauová, Thomas Lurz, Christian Hein)        | 5:57:34,4 | Rusko (RUS) (Jekatěrina Seliverstovová, Daniil Serebrennikov, Jevgenij Koškarov) | 5:57:59,9 | Austrálie (AUS) (Lauren Arndtová, Grant Cleland, Joshua Santacaterina)       | 5:58:25,1 |
| MS 2005 | Německo (GER) (Britta Kamrauová, Thomas Lurz, Toni Franz)            | 5:30:21,7 | USA (USA) (Erica Roseová, Charles Peterson, John Kenny)                          | 5:30:48,1 | Austrálie (AUS) (Trudee Hutchinsonová, Brendan Capell, Joshua Santacaterina) | 5:31:06,1 |

### 25 km (smíšené družstvo)
V individuálním závodě na 25 km startovali muži a ženy dohromady. Každá země (NOV) mohla postavit maximálně 4 závodníky (2 muže a 2 ženy). Po doplavání závodu se sečetly časy tří nejlepší závodníků z každé země a vyhlásily se výsledky soutěže družstev.

| Rok     | Zlato                                                                        | Zlato      | Stříbro                                                                  | Stříbro    | Bronz                                                               | Bronz      |
| ------- | ---------------------------------------------------------------------------- | ---------- | ------------------------------------------------------------------------ | ---------- | ------------------------------------------------------------------- | ---------- |
| MS 1991 | USA (USA) (Martha Jahnová, Chad Hundeby, Jay Wilkerson)                      | 15:42:22,0 | Austrálie (AUS) (Shelley Taylorová-Smithová, David O'Brien, Peter Gavin) | 15:49:26,9 | Maďarsko (HUN) (Rita Kovácsová, Attila Molnár, Dusán Tóth-Szabó)    | 16:36:10,1 |
| MS 1994 | Austrálie (AUS) (Melissa Cunninghamová, David Bates, David O'Brien)          | 17:17:35,5 | Německo (GER) (Peggy Büchseová, Christof Wandratsch, Andreas Balwe)      | 17:37:19,5 | Maďarsko (HUN) (Rita Kovácsová, Zoltán Kade, Attila Molnár)         | 17:37:34,7 |
| MS 1998 | Itálie (ITA) (Valeria Caspriniová, Claudio Gargaro, Fabrizio Pescatori)      | 16:10:18,2 | Austrálie (AUS) (Tracey Knowlesová, Grant Robinsonn, Mark Saliba)        | 16:22:54,3 | USA (USA) (Tobie Smithová, Nathan Stooke, Chuck Wiley)              | 16:46:13,3 |
| MS 2000 | Rusko (RUS) (Natalija Pankinová, Jurij Kudinov, Alexej Akaťjev)              | 15:24:19,6 | Itálie (ITA) (Viola Valliová, Claudio Gargaro, Fabio Fusi)               | 15:25:33,7 | Francie (FRA) (Audrey Boitteová, Stéphane Gomez, Stéphane Lecat)    | 15:35:55,8 |
| MS 2002 | Rusko (RUS) (Natalija Pankinová, Jurij Kudinov, Anton Sanačov)               | 17:31:53,0 | Německo (GER) (Angela Maurerová, André Wilde, Christian Hansmann)        | 17:41:12,0 | Česko (CZE) (Yvetta Hlaváčová, Rostislav Vítek, Pavel Srb)          | 18:05:27,0 |
| MS 2004 | Rusko (RUS) (Natalija Pankinová, Jurij Kudinov, Jevgenij Koškarov)           | 15:58:19,3 | Francie (FRA) (Floriane Richardová, Stéphane Gomez, Bertrand Venturi)    | 16:08:32,2 | Česko (CZE) (Yvetta Hlaváčová, Rostislav Vítek, Jakub Fichtl)       | 16:13:26,5 |
| MS 2005 | Austrálie (AUS) (Trudee Hutchinsonová, Brendan Capell, Joshua Santacaterina) | 15:28:26,4 | Rusko (RUS) (Olesja Šalyginová, Jurij Kudinov, Anton Sanačov)            | 15:35:50,2 | Itálie (ITA) (Laura La Pianaová, Marco Formentini, Claudio Gargaro) | 15:42:14,3 |